# Paradoxe (film)
Ne doit pas être confondu avec Paradox (film, 2016).
Pour les articles homonymes, voir Paradox.
Pour plus de détails, voir Fiche technique et Distribution.
Paradoxe (Paradox) est un film américain réalisé par Michael Hurst, sorti en 2016.

## Résumé
Un groupe de scientifiques, épié par la NSA et travaillant sur un projet de voyage dans le temps, tente un premier test sur un humain. Jim (Adam Huss), ancien brillant ingénieur informatique du MIT, est donc envoyé avec succès une heure dans l'avenir. À son retour, il annonce toutefois au groupe qu'il a vu là-bas le cadavre de plusieurs de ses collègues. Un tueur serait donc parmi eux, prêt à commettre les crimes qu'il a vus... Sauront-ils déjouer le destin, ainsi que ce mystérieux agresseur ?

## Fiche technique
- Titre original : Paradox
- Titre français : Paradoxe
- Réalisation et scénario : Michael Hurst
- Musique : Alexander Bornstein
- Décors : Gregory F. Anderson
- Costumes : Elizabeth Magallanes
- Montage : Robert Meyer Burnett
- Production : Rick Benattar et Nigel Thomas
- Production déléguée : Barry Gordon, Michael Radiloff, Danny Roth, Damiano Tucci, Michael Tadross jr, Zoë Bell, Jorge Saralegui, Chris Conover
- Société de production : Parkside Pictures
- Société de distribution : XLRator Media
- Pays de production :  États-Unis
- Langue originale : anglais
- Format : couleur (Technicolor)
- Genre : science-fiction
- Durée : 89 minutes
- Date de sortie : États-Unis : 15 avril 2016

## Distribution
- Zoë Bell : Gale
- Malik Yoba : M. Landau
- Adam Huss : Jim
- Bjorn Alexander : Lewis
- Jonathan Camp : l'agent Traxler
- Courtney Compton : l'agent Vukovich
- Brian Flaccus : William
- Michael Aaron Milligan : Randy
- Steve Suh : Van lang

## Accueil
Le film a reçu un accueil plutôt mitigé de la part du public. Il est noté 2.4⁄5 en moyenne sur le site Rotten Tomatoes et 4.6⁄10 sur Internet Movie Database. Il est surtout critiqué pour son manque flagrant de budget par rapport au rendu que les producteurs ont tenté d'apporter au film.
En France il reçoit une note de 1.8⁄5 sur Allociné et 3.8⁄10 sur Senscritique pour l'absence de crédibilité du jeu des personnages.